# 马克·帕若
马克·帕若（法語：Marc Pajot，1953年9月21日—），法国男子帆船运动员。他曾代表法国参加1972年和1976年夏季奥林匹克运动会帆船比赛，其中1972年奥运会获得一枚银牌。